# مدرسة بديلة
المدرسة البديلة هي مؤسسة تعليمية ذات منهج وطرق غير تقليدية. هذه المدارس تقدم مجموعة واسعة من الفلسفات وطرق التدريس. وبعضها له توجهات سياسية أو علمية أو فلسفية قوية، في حين أن البعض الآخر هو أكثر تخصصا من التجمعات من المعلمين والطلاب غير راضين عن بعض جوانب التعليم السائد أو التقليدي.
تستند بعض المدارس إلى نهج تربوية تختلف عن نهج التربية السائدة في الثقافة، في حين أن المدارس الأخرى مخصصة للطلاب الموهوبين، والأطفال ذوي الاحتياجات الخاصة، والأطفال الذين سقطوا على المسار التعليمي، والأطفال الذين يرغبون في استكشاف غير منظم أو أقل جامدة نظام التعلم، الخ.

## مميزات
هناك العديد من النماذج للمدارس البديلة ولكن يبدو أن ملامح البرامج البديلة الواعدة تتلاقى أكثر أو أقل على الخصائص التالية:
- المناهج أكثر تميزاً.
- إدماج الأطفال ذوي الأوضاع الاجتماعية - الاقتصادية المختلفة، والقدرات المختلطة.
- التعلم التجريبي الذي ينطبق على الحياة خارج المدرسة.
- نهج متكامل لمختلف التخصصات.
- الموظفين التربويين يكونوا معتمدين في مجالهم الأكاديمي وخلاقين.
- نسب منخفضة للطلاب والمعلمين.
- الملكية الجماعية للمعهد كمعلمين، وطلاب، وموظفي الدعم، والإداريين، والآباء جميعهم يشاركون في صنع القرار.
- مجموعة منأساليب التقييم غير التقليدية.[3][4]

## المملكة المتحدة
في المملكة المتحدة، تشير «المدرسة البديلة» إلى مدرسة توفر تعليما غير رسمي يركز على المتعلمين كبديل لنظام التعليم التقليدي في المملكة المتحدة. هناك تقليد طويل من هذه المدارس في المملكة المتحدة، والعودة إلى سومرهيل، مؤسسها، أ.س. نيل، أثرت بشكل كبير على انتشار المدارس الديموقراطية مثل مدرسة دارتينجتون هول الشهيرة، ومدرسة كيلكهانيتي، وكلاهما مغلق الآن . وتوجد حاليا مدرستان ابتدائيتان ديمقراطيتان هما مدرسة بارك وفدان صغيران ومدارس ثانوية ديموقراطية هما مدرسة سومرهيل وساندز. وهناك أيضا مجموعة من المدارس على أساس أفكار ماريا مونتيسوري ورودولف شتاينر.

## الولايات المتحدة
في الولايات المتحدة، كان هناك نمو هائل في عدد المدارس البديلة العاملة منذ السبعينات، عندما كانت قليلة نسبيا موجودة. بعض المدارس البديلة هي للطلاب من جميع المستويات والقدرات الأكاديمية الذين هم أفضل خدمة من قبل برنامج غير تقليدي. والبعض الآخر مخصص بشكل خاص للطلاب ذوي الاحتياجات التعليمية الخاصة، ومعالجة المشاكل الاجتماعية التي تؤثر على الطلاب، مثل حمل المراهقات أو التشرد، أو استيعاب الطلاب الذين يعتبرون عرضة للفشل أكاديميا.

## كندا
في كندا، تختار مجالس المدارس المحلية ما إذا كانت ترغب في الحصول على مدارس بديلة وكيفية تشغيلها أم لا. وقد تشمل المدارس البديلة تجمعات متعددة األعمار، ومناهج متكاملة أو تعلم شامل، ومشاركة أولياء الأمور، وتقارير وصفية بدلا من الدرجات. وتوفر بعض النظم المدرسية تيارات تعليمية بديلة داخل مدارس الولاية.
في كندا، تعرف المدارس الخاصة بالأطفال الذين يواجهون صعوبة في وضع المدرسة الثانوية التقليدية بالمدارس البديلة.

## ألمانيا
ألمانيا لديها أكثر من 200 مدرسة فالدورف، بما في ذلك أول مدرسة من هذا القبيل في العالم (تأسست عام 1919)، وعدد كبير من مدارس مونتيسوري. ولكل منها رابطة وطنية خاصة بها، في حين تنظم معظم المدارس البديلة الأخرى في الرابطة الوطنية للمدارس البديلة المستقلة. يختلف تمويل المدارس الخاصة في ألمانيا من ولاية إلى أخرى. 
يتم توفير التمويل العام الكامل للمدارس المختبرية التي تبحث المفاهيم المدرسية للتعليم العام. كان لابورشول بيليفيلد له تأثير كبير على العديد من المدارس البديلة، بما في ذلك تجديد مفهوم المدرسة الديمقراطية.

## كوريا الجنوبية
في كوريا الجنوبية، تخدم المدارس البديلة ثلاث مجموعات كبيرة من الشباب في كوريا الجنوبية. المجموعة الأولى هي الطلاب الذين لم يتمكنوا من النجاح في التعليم الكوري التكويني. وكثير من هذه المدارس تخدم التلاميذ الذين تركوا الدراسة خلال سنوات الدراسة السابقة، إما طوعا أو بسبب إجراءات تأديبية. المجموعة الثانية هي المهاجرين الشباب. ومع تزايد عدد المهاجرين من جنوب شرق آسيا وكوريا الشمالية، بدأ العديد من المربين يرون ضرورة التعليم التكيفي المصمم خصيصا لهؤلاء المهاجرين الشباب. ولأن كوريا الجنوبية كانت مجتمعا أحادي الإثنيات طوال تاريخها، فلا يوجد ما يكفي من النظام والوعي لحماية هؤلاء الطلاب من البلطجة أوالعزلة الاجتماعية أو الفشل الأكاديمي.على سبيل المثال، فإن معدل التسرب للطلاب المهاجرين من كوريا الشمالية أعلى بعشرة أضعاف من طلاب كوريا الجنوبية لأن التحدي الرئيسي هو في البداية للتكيف مع المجتمع الكوري الجنوبي، وليس للحصول على درجة اختبار أعلى. المجموعة الأخرى هي الطلاب الذين يختارون التعليم البديل بسبب فلسفتها. التعليم الكوري، كما هو الحال في العديد من البلدان الآسيوية الأخرى، يقوم على الاختبار والحفظ. یعتقد بعض الطلاب وأولياء الأمور أن ھذا النوع من التعلیم لا یستطیع ترویج الطالب بشکل شامل ویختار الذهاب إلی مدرسة بدیلة، وھو ما یقترح طریقة مختلفة للتعلم للطلاب. هذه المدارس تشدد عادة على أهمية التفاعل بين الآخرين والطبيعة على نتائج الاختبار المكتوبة.
التحدي الكبير اللذي يواجه المدارس البديلة في كوريا الجنوبية هو الاعتماد، ونقص الدعم المالي، والفجوة النوعية بين المدارس البديلة. وعلى الرغم من أن اعتراف الشعب الكوري الجنوبي بالتعليم البديل قد تغير عمدا، فإن التعليم التدريجي ما زال غير مقبول على نطاق واسع. للدخول إلى الكلية، وغالبا ما يفضل التعليم النظامي بسبب طعم التعليم جامدة في البلاد على نتيجة الاختبار وسجل. لنفس السبب، حكومة كوريا الجنوبية لا تدعم بنشاط المدارس البديلة ماليا.
بالتالي، فإن العديد من المدارس البديلة معرضة للإفلاس، وخاصة المدارس التي لا تستطيع أو لا تقوم بتحصيل الرسوم الدراسية من طلابها. معظم عائلات جنوب شرق آسيا وكوريا الشمالية المهاجرة في حاجة ماليا، لذلك هم بحاجة إلى مساعدة من نظام الرعاية الحكومية لحياتهم اليومية. ومن الواضح أن توفير التعليم الخاص هو مجرد خيال لهذه الأسر. وتسبب هذه الظاهرة في الماضي فجوة بين المدارس البديلة نفسها. وتلقى بعض المدارس دعما غنيا من قبل أولياء األمور من الطبقة العليا، وتقدم مجموعة متنوعة من البرامج المدرسية وما بعد المدرسة، ونادرا ما يتوفر اآلخرون موارد لبناء عدد قليل من البرامج األكاديمية والبرامج اللامنهجية على هذا النحو. 

## الهند
الهند لديها تاريخ طويل من المدارس البديلة. وقد أكدت أنظمة التعليم الفيدية وجوروكول خلال عام 1500 قبل الميلاد وحتى 500 قبل الميلاد على اكتساب المهارات المهنية والتنوير الثقافي والروحي في جو شجع التفكير العقلاني والتفكير بين الطلاب. ومن ثم فإن الهدف من التعليم هو تطوير التلميذ في مختلف جوانب الحياة فضلا عن ضمان الخدمات الاجتماعية. ومع ذلك، مع تراجع الاقتصادات المحلية وظهور الحكام الاستعماريين هذا النظام في الانخفاض. بعض الإصلاحات البارزة مثل اللغة الإنجليزية كوسيلة للتعليم، وأدخلت على النحو الموصى به في دقيقة ماكولاي في عام 1835. المدارس السائدة اليوم لا تزال تتبع النظام الذي تم تطويره في الحقبة الاستعمارية. وفي السنوات التي انقضت منذ الاستقلال، ركزت الحكومة على توسيع الشبكة المدرسية، وتصميم المناهج الدراسية وفقا للاحتياجات التعليمية، واللغة المحلية كوسيلة للتعليم، وما إلى ذلك. وبحلول نهاية القرن التاسع عشر، بدأ كثير من الإصلاحيين الاجتماعيين في استكشاف بدائل لنظام التعليم المعاصر. سوامي فيفي كاناندا، وداياناند ساراسواتي، وجيوتيبا فول، وسافيتريباي فول، والسيد أحمد خان كانوا من الرواد الذين تناولوا قضية التجديد الاجتماعي، وإزالة أوجه عدم المساواة الاجتماعية، وتعزيز تعليم الفتاة من خلال المدارس البديلة. في أوائل القرن العشرين، أنشأ التربويون نماذج من المدارس البديلة كرد على العوائق في المدارس العادية التي لا تزال قابلة للتطبيق. شانتي نيكيتان لروبندرونات طاغور، ومدرسة وادي ريشيلجدو كريشنامورتي، وسري أوروبيندو ومركز الأم سريوبين أوروبيندو الدولي للتعليم المعروف شعبيا باسم مدارس الأشرم، ومدرسة مسار والدن ماجنت تعد من الأمثلة. وشهد عام 1970 تصاعدا في المدارس البديلة. ولكن معظم المدارس البديلة هي نتيجة للجهود الفردية بدلا من الحكومة. وكان إنشاء المعهد الوطني المفتوح للتعليم (نيوس) في عام 1989 من قبل وزارة تنمية الموارد البشرية واحدة من الخطوات التي اتخذتها الحكومة التي أخذت جميع هذه المدارس تحت جناحيه. يوفر نيوس منصة لأطفال المدارس البديل لاتخاذ الامتحانات المقررة من الحكومة.